# Piranchahr

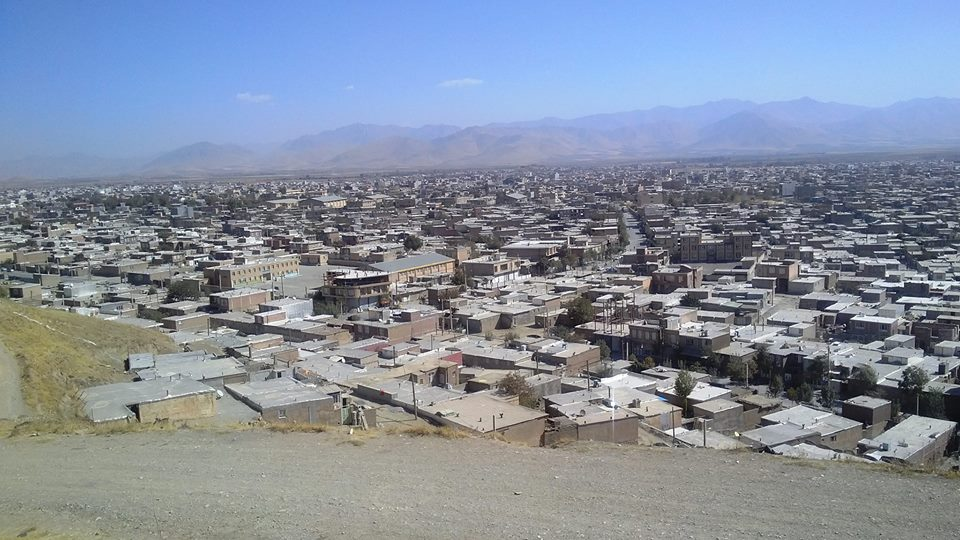

Piranchahr (ou Piranshahr ; en persan : پیرانشهر, kurde : پیرانشار, azéri : Piranşəhr) est une ville située dans la province d'Azerbaïdjan occidental, dans le nord-ouest de l'Iran. Cette ville se trouve à l'ouest du lac d'Ourmia à une altitude d'environ 1 300 mètres.
Piranshahr est l'une des plus anciennes villes d'Iran. Ses fondations remontent à l'ère pré-islamique, peut-être au moment de l'émergence du royaume mède.
Le persan étant la langue officielle de la république islamique d'Iran, chaque habitant alphabétisé de Piranshahr sait communiquer en persan. Cependant, la plupart des habitants sont Kurdes et parlent le kurde sorani. Les Azéris constituent une part non négligeable de la population.